# Riff Raff
«Riff Raff» es una canción de la banda australiana de hard rock AC/DC, que se puede encontrar en su álbum de estudio de 1978, Powerage, lanzado por el sello discográfico Atlantic Records. La canción es uno de los grandes éxitos del disco, además de las canciones «Sin City» y «Rock 'n' Roll Damnation».
Fue compuesta por Angus Young, Malcolm Young y Bon Scott y tocada en vivo por la banda durante la gira de Powerage.
La canción comienza con dos rápidos acordes de guitarra de Angus Young, y existe una versión de la canción en vivo que es ligeramente diferente a la versión de estudio.

## Lista de canciones
Todas las letras escritas por Angus Young y Malcolm Young, toda la música compuesta por AC/DC. 
| Lanzamiento promocional |                      |          |  |
| N.º                     | Título               | Duración |  |
| 1.                      | «Riff Raff»          | 5:11     |  |
| 2.                      | «Down Payment Blues» | 4:35     |  |

## Producción

### Productores
- Harry Vanda - Productor
- George Young - Productor

### Personal
- Bon Scott - voz
- Angus Young - guitarra
- Malcolm Young - guitarra rítmica
- Phil Rudd - batería
- Cliff Williams - bajo